# Еллон (Франція)
Елло́н (фр. Ellon) — муніципалітет у Франції, у регіоні Нормандія, департамент Кальвадос. Населення — 619 осіб (01.01.2021).
Муніципалітет розташований на відстані близько 230 км на захід від Парижа, 23 км на захід від Кана.

## Історія
До 2015 року муніципалітет перебував у складі регіону Нижня Нормандія. Від 1 січня 2016 року належить до нового об'єднаного регіону Нормандія.

## Демографія
Динаміка населення (INSEE ):

## Економіка
2010 року серед 294 осіб працездатного віку (15—64 років) 194 були активними, 100 — неактивними (показник активності 66,0%, у 1999 році було 61,6%). З 194 активних мешканців працювало 175 осіб (94 чоловіки та 81 жінка), безробітними було 19 (11 чоловіків та 8 жінок). Серед 100 неактивних 21 особа була учнем чи студентом, 36 — пенсіонерами, 43 були неактивними з інших причин.

У 2010 році в муніципалітеті числилось 137 оподаткованих домогосподарств, у яких проживали 363,0 особи, медіана доходів виносила 19 551 євро на одного особоспоживача